# غشاشیرویل
غشاشیرویل، روستایی از توابع بخش فتح‌المبین شهرستان شوش در استان خوزستان ایران است.

## جمعیت
این روستا در دهستان چنانه قرار دارد و براساس سرشماری مرکز آمار ایران در سال ۱۳۸۵، جمعیت آن ۴۶۹ نفر (۷۶خانوار) بوده‌است.